# Santa María (nave)
La Santa María, anche nota come La Gallega, fu l'Ammiraglia della flotta di tre navi utilizzate da Cristoforo Colombo nel suo primo viaggio attraverso l'oceano Atlantico nel 1492 (le altre navi erano la Niña e la Pinta).
Il comando della nave fu preso direttamente da Cristoforo Colombo, mentre il proprietario era Juan de la Cosa, un uomo di etnia basca di Santoña, Cantabria (ai tempi, parte della Biscaglia), che operava nelle acque del Sud della Spagna. Entrata a far parte della flotta per richiesta espressa della regina di Spagna Isabella, sobillata da Colombo, la Santa María fu l'Ammiraglia fintanto che rimase a galla: incagliatasi il giorno di Natale del 1492 sulle rive di Haiti, a causa dell'inesperienza del timoniere, la nave fu parzialmente smantellata per ottenere legni per il Forte La Navidad (it. "Fortezza di Natale"), costruito presso un villaggio di nativi Taíno, il primo insediamento spagnolo nel Nuovo Mondo. Lo scafo della Santa María rimase dov'era e oggi è oggetto di una serrata caccia al relitto, apparentemente priva di conclusione positiva.
Rispetto alla Niña e alla Pinta, che erano delle caravelle, la Santa María era un legno decisamente più grande, appartenente alla categoria delle nau, le grandi navi per la navigazione transoceanica sviluppate da portoghesi e genovesi nel corso del XV secolo.
Si ritiene che Santa María possa essere stato anche il nome dell'Ammiraglia di cui Colombo si servì durante il secondo viaggio attraverso l'Atlantico (viaggio al quale parteciparono anche sia la Niña sia la Pinta), seppur l'unico dato certo sul nome della nave derivi da fonti italiane e la vorrebbe battezzata "Marigalante". Anche quel legno era di proprietà di Juan de la Cosa.

## Nome e origini della nave
Rispetto alle altre due navi della prima spedizione di Colombo (la Niña e la Pinta), il nome dell'Ammiraglia non è certo. Nel giornale di bordo (in realtà non l'originale scritto di pugno dal Genovese ma la copia redatta da Bartolomeo de Las Casas), Colombo indica spesso sia il nome sia la tipologia (caravelle) delle due navi più piccole ma parla della Santa María chiamandola "la Capitana" o "la Nao" (variante genovese dell'etimo portoghese nau)..
Gonzalo Fernández de Oviedo y Valdés chiama l'Ammiraglia "La Gallega" (i.e. "La Galiziana"), probabilmente perché venne costruita in Galizia (ma era anche modo di dire eufemistico per indicare la prostituzione). Solo Antonio de Herrera y Tordesillas usa il nome "Santa María". Forse il nome originario della nave, datole da De la Cosa, era "Gallega", poi mutato da Colombo in "Santa María", ma si tratta di speculazioni teoriche. Nowell osservò che: 
"C'è una folle frangia di scrittori determinati a stabilire teorie inverosimili sull'impresa di Colombo o a dimostrare che lo scopritore era di qualche nazionalità finora insospettata."

## Tecnica
La Santa María era la più grande delle tre navi utilizzate da Colombo nel 1492. Si trattava di una nau lunga circa 27 m con dislocamento superiore alle 100 t (secondo la descrizione del 1575 di Juan Escalante de Mendoza), un ponte e tre alberi, dei quali quelli di maestra e trinchetto a vele quadre e quello di mezzana a vela latina, una vela di civada sul bompresso; un ponte di coperta, castello di prora e un cassero rialzato di poppa con l'alloggio del capitano. Il timone, come per le navi dell'epoca, era privo di ruota di comando e si trasmetteva il movimento al timone stesso per mezzo di due corde. Era la più lenta dei vascelli di Colombo. Portava alcuni cannoni sul ponte inferiore, e alcuni cannoncini girevoli posti sul castello di prua e su quello di poppa.
Viene solitamente ritenuta una caravella, come le altre due navi della spedizione, ma qualcuno ha ipotizzato fosse piuttosto una nau, affine alla caracca.

## Storia
Il 5 dicembre Colombo raggiunse Haiti e prese a esplorarla. Volendo festeggiare il Natale sbarcando nella terra sognata, l'Ammiraglio volle sfruttare le brezze di terra, con l'ordine a Juan de la Cosa di tenere la barra del timone. Questi, stanco per le peripezie dei giorni precedenti, la lasciò a un giovane mozzo per poi ritirarsi sottocoperta. Verso la mezzanotte del 25 dicembre 1492, a circa 250 metri di distanza dalla costa la Santa María andò in secca da prua, e l'ammiraglio svegliatosi ordinò di "tonneggiare", dando fondo all'ancora che poi doveva essere messa in tiro da un argano. Venne ammainata in mare una lancia con tale scopo su cui salì de la Cosa che risolse di dirigersi verso la Niña.; la caravella dovette essere abbandonata, a nulla servirono gli ultimi sforzi di Colombo.
L'Ammiraglio, dovendo abbandonare parte della sua ciurma, 39 persone in tutto, fece costruire un forte, La Navidad, costruito in parte con i relitti della Santa María a poche miglia dal luogo dell'incidente. I lavori vennero organizzati dal carpentiere Alonso Morales, e venne lasciata una lancia come mezzo di trasporto.

## Repliche
Diverse repliche della Santa María sono state realizzate nel corso dei secoli. La verosimiglianza di questi modelli con la nave originaria è assai relativa. Recenti ritrovamenti hanno permesso di definire forme e dimensioni delle nau (e le loro differenze rispetto alle caracche successive) ma, in ultima analisi, le rievocazioni storiche sono mediazioni artistiche e tecnologiche.
1. Fu per prima la Spagna a promuovere una ricostruzione della "Santa María" nel 1890 per celebrare il quadricentenario del Primo Viaggio di Colombo. Questo modello, presentato nel 1892, era una caracca.[18]
2. Un'altra replica fu realizzata per l'Expo 86 ed è ancorata al parco tematico "Deep Sea Adventure Lake" di West Edmonton Mall. Costruita a False Creek, Vancouver (Columbia britannica), la nave fu realizzata a mano nelle Montagne Rocciose e poi trasportata a bordo di camion sino a Edmonton.[19]
3. Un'altra replica, un'altra caracca, fu commissionata dalla città di Columbus.[20] Costruita con strumentazione industriale dalla Scarano Brothers Boat Building Company di Albany (New York) fu trasportata su camion sino all'ormeggio sul fiume Scioto al costo di circa 1,2 mil $: fu utilizzato il cedro bianco, ma la nave originaria era in quercia, per abbattere i costi e garantirne longevità. L'albero maestro è stato ottenuto da un singolo tronco di pino dell'Oregon ed equipaggiato con una vela. La lunghezza dello scafo è di 29,6 m (16,1 m per la chiglia), la larghezza 7,9 m e la profondità 3,2 m, per un dislocamento di 223,8 t. La prua è alta 9,7 m , l'albero di maestra 15,9 m (52 piedi) e l'albero di mezzana è 10,4 m. Lo storico marittimo spagnolo Jose Maria Martinez-Hidalgo la definì la replica della "Santa María" più veritiera mai realizzata, all'inaugurazione (12 ottobre 1991).[21] La nave è stata rimossa dai suoi ormeggi nel 2014, tagliata in dieci pezzi e immagazzinata molto a sud della città, in attesa di finanziamenti per effettuare riparazioni e restauri, ma dall'inizio del 2016 si arrestò tutto. Le sue parti sono visibili via satellite su Google Maps.
4. Una replica funzionale della "Santa María" fu costruita sull'isola di Madeira, tra luglio 1997 e luglio 1998, nel villaggio di pescatori di Câmara de Lobos. La nave è lunga 22 m e larga 7 m. Nel 1998 rappresentò Madeira al Wine Expo 98 di Lisbona, dove in 25 giorni fu visitata da oltre 97 000 persone. Da allora diverse migliaia di visitatori hanno navigato a bordo della replica, ora ormeggiata a Funchal.[22]